# 安杰拉·施奈德
安杰拉·施奈德（英語：Angela Schneider，1959年10月28日—），加拿大女子赛艇运动员。她曾代表加拿大参加1984年夏季奥林匹克运动会赛艇比赛，获得女子四人单桨有舵手银牌。